# Evangelische Kirche Sulzgries

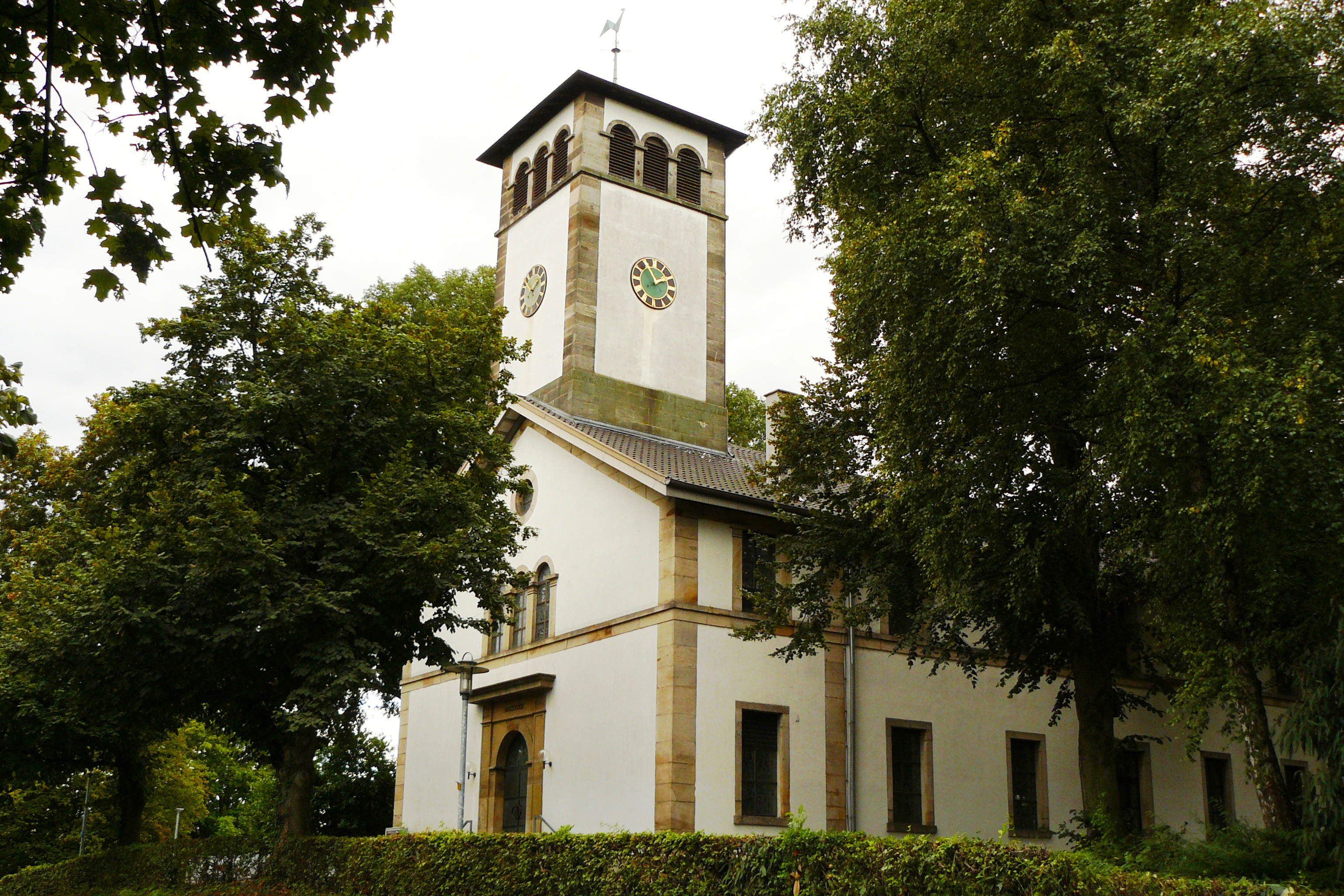
Evangelische Kirche Sulzgries

Die Evangelische Kirche Sulzgries ist ein geschütztes Kulturdenkmal nach dem Denkmalschutzgesetz. Die Pfarrkirche steht in Sulzgries, einem Stadtteil der Großen Kreisstadt Esslingen am Neckar im Landkreis Esslingen von Baden-Württemberg. Die Kirche gehört zum Kirchenbezirk Esslingen der Evangelischen Landeskirche in Württemberg.

## Beschreibung
Die spätklassizistische Saalkirche wurde 1837–39 nach einem Entwurf von Friedrich Bernhard Adam Groß im Kameralamtsstil erbaut. Sie besteht aus einem Langhaus, einem eingezogenen Anbau im Südwesten, in dem sich die Sakristei befindet, und einem Dachturm, der sich aus dem Satteldach des Langhauses im Nordosten erhebt, und der mit einem Pyramidendach bedeckt ist. Er beherbergt die Turmuhr und darüber hinter den als Triforien gestalteten Klangarkaden den Glockenstuhl mit drei Kirchenglocken.
Der Innenraum hat an den Längsseiten Emporen, die von den oberen Fenstern erhellt werden. Zur Kirchenausstattung gehört ein Kanzelaltar. Die Orgel wurde 1973 von Richard Rensch errichtet.